# Championnat de Tunisie masculin de handball 1996-1997
Navigation
Saison précédente 1995-1996 Saison suivante 1997-1998
La saison 1996-1997 du championnat de Tunisie masculin de handball est la 42e édition de la compétition. Elle est disputée en deux phases : une première en deux poules de six clubs chacune et une deuxième en play-off et play-out. L'Espérance sportive de Tunis, malgré une première phase moyenne, renverse la situation en sa faveur en remportant un nouveau championnat de Tunisie, alors que le champion sortant dispute le play-out. Le Club africain, dominant en première phase, conserve la coupe de Tunisie. L'Union sportive témimienne et la Jeunesse sportive kairouanaise sont relégués en nationale B.

## Clubs participants
| - Association sportive d'Hammamet - Club africain - Club sportif de Hammam Lif - El Baath sportif de Béni Khiar - El Makarem de Mahdia - Espérance sportive de Tunis | - Étoile sportive du Sahel - Jeunesse sportive kairouanaise - Sporting Club de Moknine - Stade nabeulien - Union sportive témimienne - Zitouna Sports |

## Compétition
Le barème de points servant à établir le classement se décompose ainsi :
- Victoire : 3 points
- Match nul : 2 points
- Défaite : 1 point
- Forfait et match perdu par pénalité : 0 point

### Première phase
Les trois premiers se qualifient au Play-off et les 3 autres au Play-out.
- Poule A